# Sapwuahfik
Sapwuahfik è un atollo delle Isole Caroline. Amministrativamente è una municipalità del distretto delle isole esterne di Pohnpei, dello stato di Pohnpei, uno degli Stati Federati di Micronesia.

## Geografia fisica

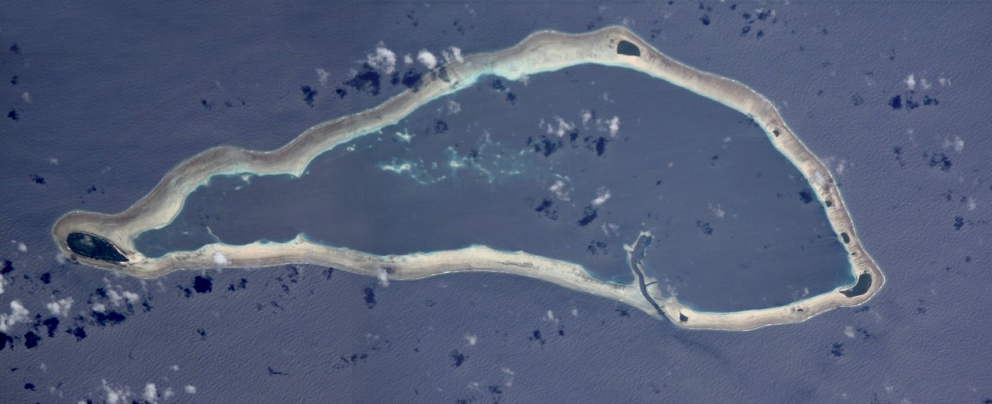
Sapwuahfik Atoll

L'atollo, situato a 160 km da Pohnpei, è composto da una decina di isolette ed ha una superficie di 1.6 km². La popolazione è di circa 682 persone (stima del 2008) e vive sull'isoletta Ngatik. La lingua parlata è il ngatikese e l'inglese.

## Il massacro di Ngatik
Nel 1837, l'equipaggio della nave commerciale inglese Lampton, uccise quasi tutti gli abitanti per poter rubare indisturbati i gusci delle tartarughe marine.